# Fabryka Samochodów Rolniczych „Polmo” w Poznaniu
Fabryka Samochodów Rolniczych „Polmo” – fabryka samochodów dostawczych i terenowych, zlokalizowana w Antoninku – części miasta Poznania (dzielnica Nowe Miasto), istniejąca do stycznia 1996. 

## Historia fabryki

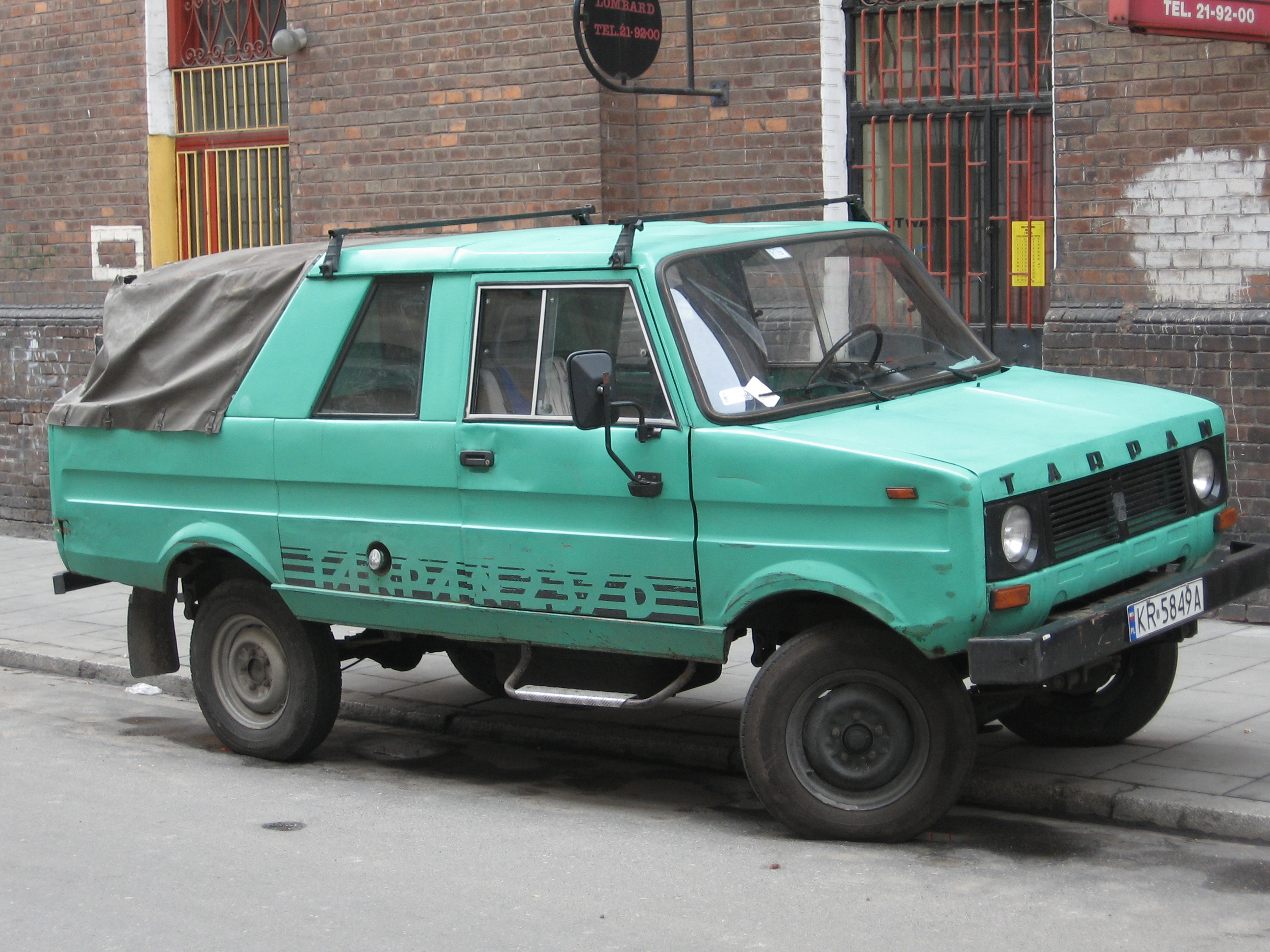
Tarpan 237D

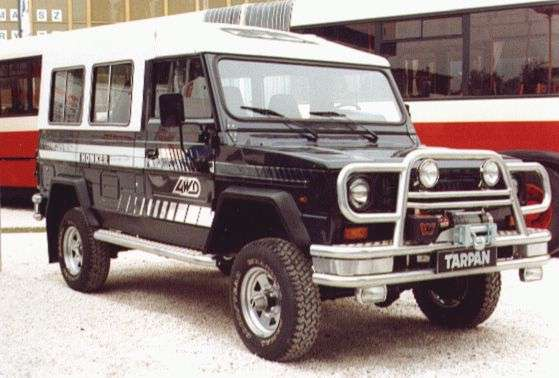
Tarpan Honker 4WD

Na początku lat 70. XX wieku podjęto prace nad samochodem dostawczym dla rolników. W grudniu 1972 pierwsza seria 25 sztuk samochodów pod nazwą Tarpan opuściła bramy Wielkopolskich Zakładów Naprawy Samochodów, które zostały powołane w maju 1953, a geneza zakładów sięga 1929. W kwietniu 1973 WZNS zostały przyłączone do Fabryki Samochodów Ciężarowych w Lublinie jako Zakład Samochodów Rolniczych. Naprawy samochodów dużej ładowności zostały przeniesione do innych wyspecjalizowanych zakładów. Rozpoczęto prace adaptacyjne niezbędne do nowej produkcji, polegające m.in. na powiększeniu lakierni i przygotowaniu linii zgrzewania nadwozia.
Badania eksploatacyjne prototypów, pierwszych seryjnych samochodów oraz wymagania technologiczne spowodowały konieczność wprowadzenia szeregu zmian w konstrukcji Tarpana. W wyniku pierwszej modernizacji zmienił się nieco wygląd zewnętrzny i wnętrze samochodu. 
W 1973 wykonano 250 samochodów, a rok później 1582. Alternatywnie stosowano silniki typu M20 i S-21 (o mocy 51,5 kW). W 1975 wyprodukowano 2760 samochodów, a rok później 3941. Modernizacją samochodu zajmowało się zakładowe biuro konstrukcyjne. 
Od 1 lipca 1975 „Zakład Samochodów Rolniczych” został usamodzielniony i przekształcony w Fabrykę Samochodów Rolniczych „Polmo”. Podjęto też decyzję o rozbudowie fabryki i włączeniu w jej skład kilku zakładów będących dotąd głównymi kooperantami FSR, m.in. w Gnieźnie, Swarzędzu i Złotowie. FSR produkowała samochody Tarpan do 1991, a także od 1988 do 1996 Tarpan Honker. Od listopada 1993 przedsiębiorstwo działało pod nazwą Tarpan Sp. z o.o..
W 1993 na terenach FSR utworzono spółkę joint venture o nazwie Volkswagen Poznań pomiędzy Volkswagen AG i polskim producentem Tarpana, która montowała od grudnia 1993 samochody dostawcze Volkswagen Transporter, a od 1994 samochody Škoda Favorit i Škoda Felicia. W 1996 przedsiębiorstwo zlikwidowano, a spółka przeszła w 100% do koncernu Volkswagen AG.
Produkcja modeli Tarpan stopniowo malała, z poziomu około 600 sztuk na początku lat 90. XX wieku (1990 – 589 szt., 1991 – 610 szt.), do około 300 sztuk w połowie lat 90. XX wieku (1994 – 314 szt., 1995 – 288 szt.). Po zaprzestaniu produkcji na początku 1996, prawa do produkcji modeli Tarpan Honker przejęła spółka Daewoo Motor Polska Sp. z o.o., która jesienią 1997 rozpoczęła ich montaż próbny w Lublinie.

## Modele
- FSR Tarpan (1973–1991)
- Tarpan Honker (1988–1996, następnie od 1996 w DMP)